# Зроблено в Америці (фільм)
«Зро́блено в Аме́риці» (англ. Made in America) — американський комедійний фільм 1993 року режисера Річарда Бенджаміна. Дітям рекомендується перегляд спільно з батьками.

## Сюжет
Коли емансипована афро-американка Сара Метьюз, підшукуючи батька для своєї майбутньої дитини, звернулася до банку сперми, вона висунула три умови: донор має бути здоровим, розумним і чорним. Через 17 років її дочка Зора вирішує знайти свого батька. І вона таки знаходить його — білого брутального селюка…

## У ролях
- Вупі Голдберг — Сара Метьюз
- Тед Денсон — Хелберт «Хел» Джексон
- Ніа Лонг — Зора Метьюз
- Вілл Сміт — Ті Кейк Волтерс
- Дженніфер Тіллі — Стейсі
- Шон Леві — Дуейн